# مديرية حيران

تعديل مصدري - تعديل

مديرية حيران إحدى مديريات محافظة حجة في اليمن. بلغ عدد سكانها 15491 نسمة عام 2004. تضم عزلتين.

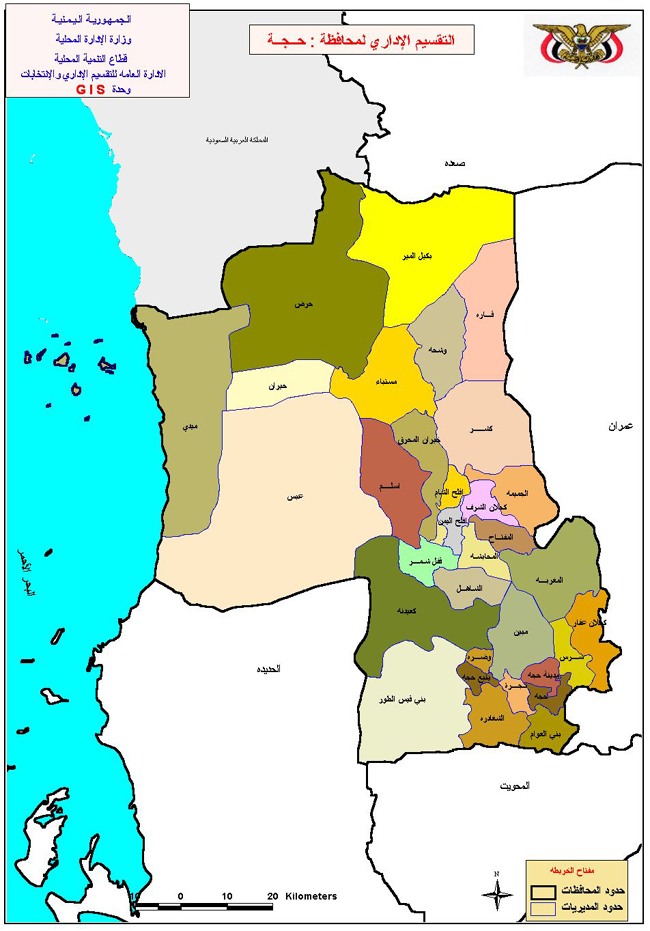
موقع مديرية حيران في محافظة حجة